# Cseperke
A Cseperke női név a csiperke szó alakváltozatából keletkezett régi magyar személynév felújítása.

## Gyakorisága
Az újszülötteknek adott nevek körében az 1990-es években szórványos volt. A 2000-es és a 2010-es években sem szerepelt a 100 leggyakrabban adott női név között.
A teljes népességre vonatkozóan a Cseperke sem a 2000-es, sem a 2010-es években nem szerepelt a 100 leggyakrabban viselt női név között.

## Névnapok
- március 1.[2]
- augusztus 7.[2]